# El triomf de Miquel Strogoff
 El triomf de Miquel Strogoff (títol original en francès: Le Triomphe de Michel Strogoff) és una pel·lícula franco-italiana de Victor Tourjansky estrenada el 1961. Ha estat doblada al català.

## Argument[2]
Michel Strogoff, coronel de mitjana edat, accepta, a petició de l'emperadriu, protegir sense semblar-ho, el nebot d'aquesta: Sergi de Bachenberg.
El jove oficial inexpert manarà un regiment en una perillosa expedició contra Khiva. De camí Michel Strogoff troba Tatiana, una misteriosa artista que intenta seduir-lo després d'empenye'l per arribar a temps per ajuntar-se a l'expedició. Les relacions tenses entre Michel Strogoff i Sergi de Bachenberg que no aprecia aquesta vigilància no milloren la situació. Que busca doncs Tatiana, aquesta fosca? Qui són els enemics de Michel Strogoff? Sergi de Bachenberg es mostrarà a l'altura de les seves ambicions?

## Repartiment
- Curd Jürgens: Michel Strogoff
- Claude Titre: Igor Vassiliev
- Capucine: Tatiana
- Pierre Massimi: Sergi de Bachenberg
- Albert Pierjac: Ivan
- Daniel Emilfork: Ben Routh
- Valéry Inkijinoff: Amektal
- Raymond Gérôme
- Henri Nassiet
- Simone Valère: l'emperadriu

## Al voltant de la pel·lícula
Aquest film és una adaptació cinematogràfica lliure de la famosa novel·la de Jules Verne.
El guió va ser adaptat per Jean-Jules Verne, net de l'autor.
Destacar que la filmografia del director Victor Tourjansky inclou ja un Michel Strogoff mut del 1926.